# Delia extenuata
Delia extenuata är en tvåvingeart som först beskrevs av Huckett 1952.  Delia extenuata ingår i släktet Delia och familjen blomsterflugor. Inga underarter finns listade i Catalogue of Life.